# Lockheed Senior Prom
O Lockheed Senior Prom foi um Projeto Negro secreto conduzido pela Força Aérea dos Estados Unidos, em conjunto com a Skunk Works da Lockheed Corporation, para o desenvolvimento e testes de um míssil de cruzeiro utilizando tecnologia furtiva. Baseado no demonstrador de tecnologia da Lockheed, o Have Blue, seis veículos Senior Prom provaram seu sucesso em testes conduzidos na Área 51 no final da década de 1970; apesar disso, a aeronave não entrou em produção, encerrando o programa no início da década de 1980.

## Projeto e desenvolvimento
Após o sucesso do programa de testes da aeronave demonstradora de tecnologia furtiva Lockheed Have Blue, a Força Aérea dos Estados Unidos firmou um contrato com a divisão de Desenvolvimento de Projetos avançados da Lockheed (em inglês:  Lockheed Advanced Development Projects) — a "Skunk Works" — para o desenvolvimento de um VANT, com a intenção de ser um protótipo de um míssil de cruzeiro que teria o desenho "lapidado" do Have Blue a fim de reduzir a RCS do míssil ao defletir ondas eletromagnéticas de transmissores de radar para longe de sua fonte, ao invés de enviar de volta o sinal para a antena do radar.
O programa iniciou em 1977, com um orçamento estimado de USD $24.000.000; o projeto da aeronave era baseado no Have Blue, mas em menor escala. A aeronave seria lançada a partir do Lockheed DC-130 Hercules, incluindo em sua configuração original winglets e uma aleta ventral; a aeronave foi posteriormente modificada para incluir uma cauda em V e uma asa mais delgada, parecido com o caça furtivo F-117 Nighthawk. Foram aplicados materiais que absorvem ondas de radar à estrutura da aeronave como parte de sua configuração furtiva; além do desenho "lapidado", similar ao Have Blue e o F-117, o perfil da asa parecido com um "dente de serra" trouxe similaridades em relação ao bombardeiro furtivo B-2.
O Senior Prom foi desenhado com o  fim de ser descartável; entretanto, foi modificado para ser reutilizado antes que os testes começassem, com um paraquedas balístico e um bolsão inflável para o pouso localizado sob a fuselagem. Acredita-se que a aeronave foi equipada com asa dobrável para facilitar o seu transporte e lançamento, e foi motorizado com um único motor turbofan, com a entrada e saída de ar sendo configuradas de tal maneira que sua estrutura as protegeria do solo, reduzindo a assinatura radar e infravermelha da aeronave.

## Testes e cancelamento

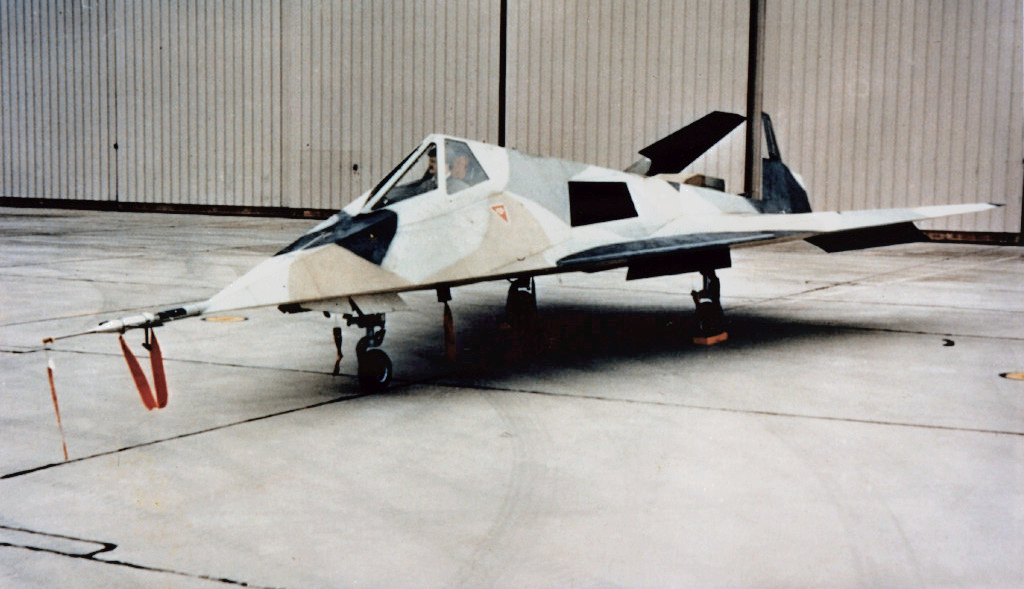
O Senior Prom era baseado no demonstrador de tecnologia Have Blue, ilustrado nesta foto

Os testes em voo do Senior Prom iniciaram em Outubro de 1978; um total de seis aeronaves foram construídas, completando um total de quatorze voos durante o programa de testes. A aeronave mostrou-se capaz de voar a uma distância de 500 pés (150 m) de um radar SPS-13 sem ser detectada. A maior parte dos testes ocorreram na Área 51, no Nevada, com o DC-130 Hercules sendo a aeronave lançadora; existem também relatos de que alguns testes foram realizados na Base Aérea de Edwards na Califórnia, sendo o Boeing B-52 Stratofortress a aeronave de lançamento, enquanto que o "Hangar 18" no complexo de testes de Groom Lake foi reportadamente construído para acomodar uma combinação de um B-52 e o Senior Prom.
Apesar do sucesso do programa de testes, o Senior Prom foi cancelado em 1982; uma das razões para o cancelamento do projeto era de que o tamanho e a configuração do Senior Prom o fazia incapaz de ser carregado em baías de bombas internas, como no bombardeiro B-1; o AGM-129 ACM, um projeto que competia com o Senior Prom, tinha uma estrutura mais delgada e com asas retráteis, o que fez ser capaz de ser carregado em baías internas; este iniciou seus testes de voo logo após o encerramento do programa do Senior Prom.
Apesar do cancelamento do programa em 1982, o Senior Prom permaneceu como secreto até ao século XXI. Existem rumores de que uma pequena quantidade de aeronaves Senior Prom, configurados para reconhecimento aéreo, foram adquiridas pela Força Aérea dos Estados Unidos e utilizadas em missões secretas sobre o Leste Europeu durante a Guerra Fria, sobre o Iraque durante a Guerra do Golfo e sobre a Coreia do Norte; contudo, não há confirmação oficial destas informações.